# Undertow (Tool)
Undertow è il primo album in studio del gruppo musicale statunitense Tool, pubblicato il 6 aprile 1993 dalla Zoo Entertainment e dalla BMG.

## Descrizione
L'album è composto da nove brani che trattano perlopiù di relazioni, infanzia e droga. Le fotografie presenti nel libretto raffigurano una donna grassa nuda e i componenti del gruppo con mollette attaccate sulla testa. Queste immagini crearono problemi alla distribuzione del disco nell'America del Nord, disco che venne ritirato dagli scaffali da parte di molti rivenditori. In alcune versioni dell'album, queste immagini vennero sostituite da un codice a barre e da un messaggio della band.
Il disco contiene anche la traccia fantasma Disgustipated. Il brano dura 6:45, dopodiché si sente il cinguettio dei grilli per 7 minuti e 5 secondi, fino a 13:50. Da 13:50 a 15:47, segue un discorso di Maynard accompagnato in sottofondo dal medesimo cinguettio. Nella maggior parte delle copie in Nord America il brano è la traccia 69 (le tracce 10-68 sono di silenzio, di cui le tracce da 10 a 67 sono lunghe un secondo ciascuna, mentre la traccia 68 è di due). Appare anche come traccia 39 in alcune copie (principalmente in Europa e Australia) o come traccia nascosta dopo Flood, dopo una pausa di silenzio. Nell'edizione giapponese, Disgustipated è la traccia 70. In tutte le altre copie, è elencata come traccia 10 sull'album stesso.
Da questo album furono estratti i singoli Prison Sex e Sober, entrambi accompagnati dai relativi video musicali.

## Accoglienza
Secondo AllMusic, Undertow ha aiutato la musica heavy metal a rimanere prominente nella scena musicale, durante un periodo in cui il grunge era all'apice della sua popolarità e il pop punk stava lentamente iniziando a catturare l'attenzione principale. Il successo è stato attribuito alle «immagini sorprendenti e inquietanti che completavano l'umore nichilista ma malinconico dell'album».
All'epoca della sua uscita ha conquistato la vetta della classifica Heatseekers, e la posizione numero 50 della Billboard 200. Nel 2019, con la pubblicazione dell'intero catalogo del gruppo sulle piattaforme digitali e di streaming, il disco è rientrato in classifica alla posizione numero 19.

## Tracce
1. Intolerance – 4:54
2. Prison Sex – 4:56
3. Sober – 5:06
4. Bottom – 7:13
5. Crawl Away – 5:29
6. Swamp Song – 5:31
7. Undertow – 5:21
8. 4 Degrees – 6:02
9. Flood – 7:45
10. Disgustipated – 15:47 – traccia fantasma

CD bonus nell'edizione australiana
1. Undertow (Live) – 5:42
2. Sober (Live) – 5:10
3. Opiate (Live) – 6:17
4. Flood (Live) – 3:40
5. Prison Sex (Live) – 4:50
6. Jerk-Off (Live) – 4:18
7. Prison Sex (Live) – 5:01
8. Bottom (Live) – 6:24

## Formazione
Gruppo
- Maynard James Keenan – voce
- Adam Jones – chitarra
- Paul D'Amour – basso
- Danny Carey – batteria

Altri musicisti
- Henry Rollins – voce (traccia 4)

Produzione
- Sylvia Massy – produzione, missaggio (traccia 10)
- Tool – produzione
- Ron St. Germain – missaggio (eccetto traccia 10)

## Classifiche
| Classifica (1993-2019)    | Posizione massima |
| ------------------------- | ----------------- |
| Australia                 | 21                |
| Belgio (Fiandre)          | 36                |
| Canada                    | 32                |
| Nuova Zelanda             | 17                |
| Paesi Bassi               | 89                |
| Stati Uniti               | 19                |
| Stati Uniti (catalog)     | 4                 |
| Stati Uniti (heatseekers) | 1                 |